# 화학사

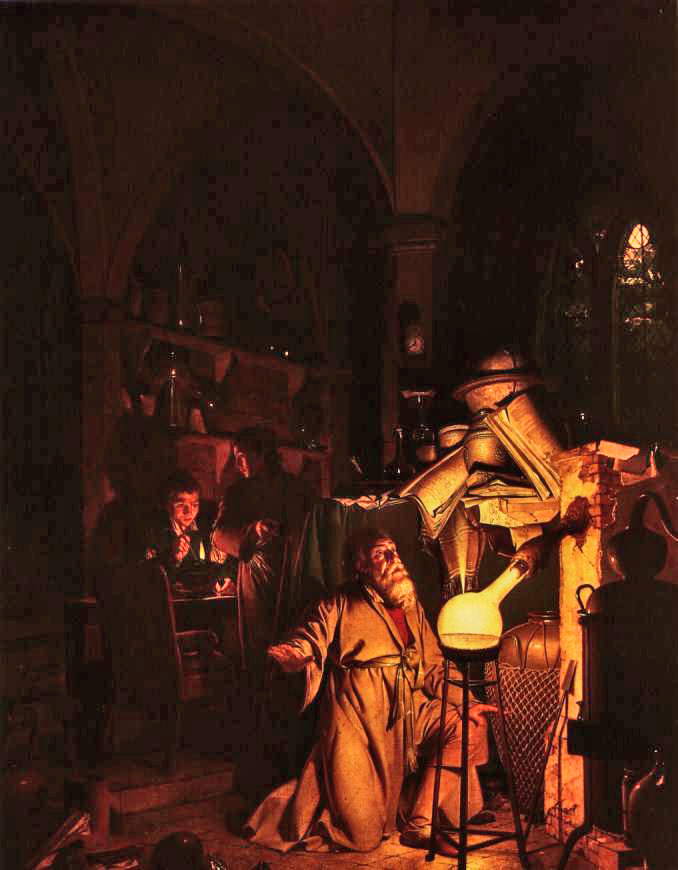
조지프 라이트의 The Alchemist in Search of the Philosopher's Stone(1771)

인류가 가장 먼저 알게 된 화학적 현상은 아마도 불에 의한 연소 현상일 것이다. 불을 사용하기 시작한 인간은 광석에서 구리, 철, 금, 은 등을 추출하여 생활에 이용하였다.물질과 물질의 변화에 대한 이론을 처음으로 주장한 사람들은 그리스의 철학자들이었다. 이들은 신화적인 체계에서 탈피하여 자연을 자연으로 설명하는 데 주력하였다. 이때 등장한 여러 이론 중, 아리스토텔레스의 4원소설은 이후 약 2000년간 화학이론을 지배하였다.
헬레니즘 시대 이후 과학의 중심지는 이집트의 알렉산드리아로 옮겨졌고, 이곳에서 연금술이 탄생하였다. 연금술은 이슬람 세계에 전파되어 발전해 나갔다. 이는 12세기 이후 유럽으로 전파되었다. 연금술은 신비주의, 상징주의에 치우친다는 비난을 받기도 하였지만 화학 물질에 대한 지식을 넓혀 나가 화학의 발전에 공헌을 한 측면도 있다. 한편 중국에서도 이와 거의 비슷한 시기에 연금술이 발생하였는데, 중국에서는 신선사상과 결부되어 불로불사의 단약 제조를 목표로 하였다. 16세기, 17세기 들어 유럽의 상공업이 크게 발전하면서 금속을 포함한 화학적 제품의 수요는 증가하였고, 따라서 야금술, 제약 기술이 크게 발전하였다. 이 시기에는 많은 합리적 설명이 시도 되었으나 여전히 화학이론은 신비주의와 결합되어 있었다.

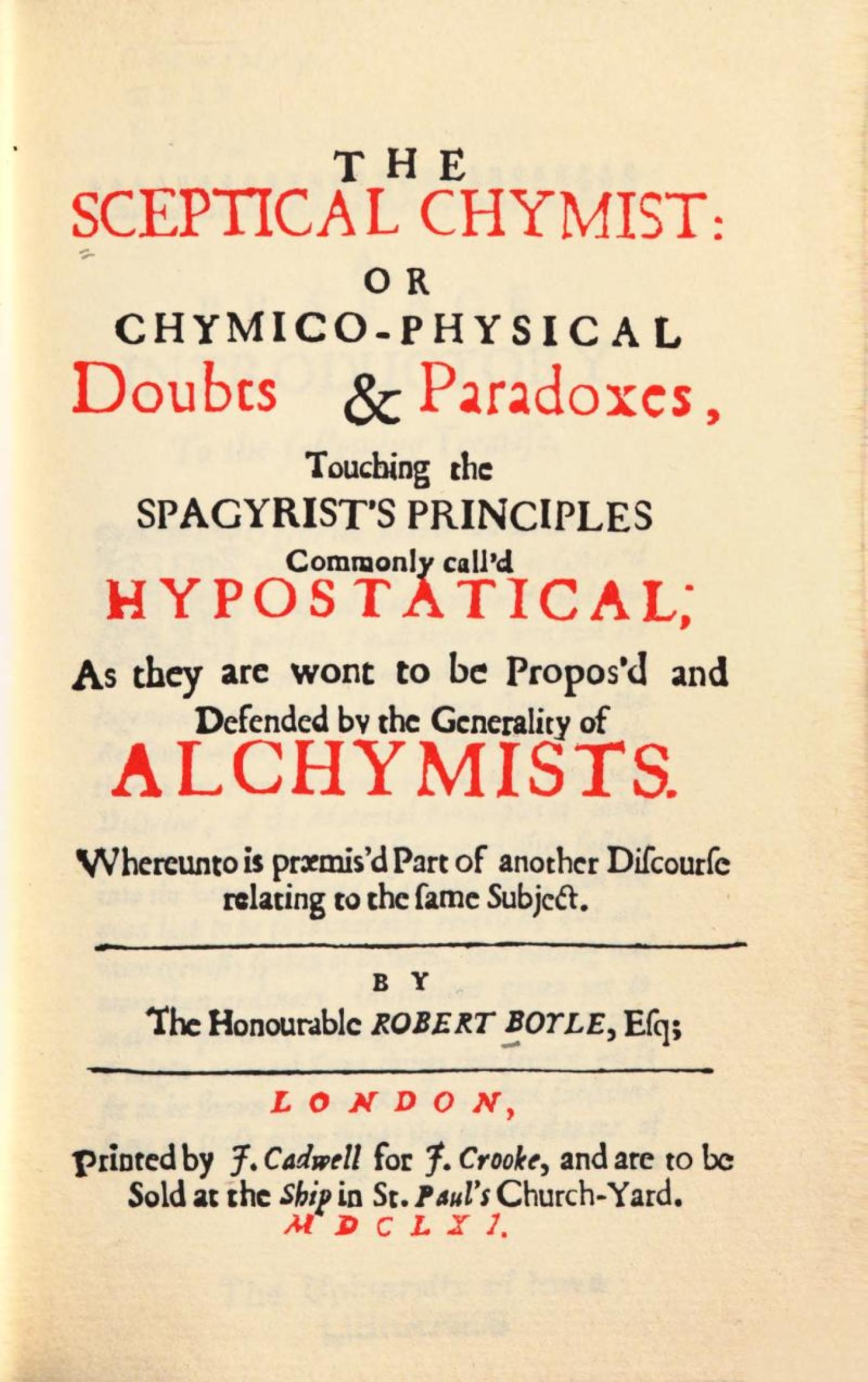
The Sceptical Chymist(1661)의 표지

화학을 독립된 과학으로 발전시킨 사람은 영국의 보일이었다. 그는 저서 The Sceptical Chymist에서 원자론에 입각하여 4원소설 등을 부정하고 실험에 의해 파악되는 구체적인 물질에 기초해서 화학이론을 세울 것을 주장하였다. 18세기 초, 슈탈 등에 의해서 플로지스톤설이 등장하였는데, 플로지스톤은 실제로 확인할 수 있는 물질은 아니었지만 이 이론으로 여러 화학적 변화를 설명할 수 있는 이론이었다. 이 시기에는 정성분석법이 발달하여 많은 새 원소와 화합물이 발견되었다. 18세기 후반에는 기체화학이라고 불린 기체에 대한 연구가 주를 이루었다. 이 시기에 수소, 질소, 산화 질소, 암모니아 등 많은 기체가 발견되었다. 기체화학의 정점은 프리스틀리와 셸레에 의한 산소의 발견이었다.
근대 화학의 기초를 구축한 사람은 라부아지에였다. 그는 연소가 사실은 물질이 산소와 결합하는 현상이라는 것을 알고 플로지스톤설을 부정하였다. 또한 그는 연구에서 정량적인 방법을 사용하여 질량 보존의 법칙을 형식화하였다. 18세기 말에 들어서 라부아지에의 이론은 대부분의 화학자들에게 채택되었다. 이후 영국에서는 산업 혁명이 일어나 근대적인 화학공업이 발전하는 계기가 되었다.
19세기에 들어서자 돌턴은 원자론을 주장하였고 이어 아보가드로는 분자의 존재를 주장하였다. 한편 볼타에 의해서 전기 분해 현상이 발견되자 전기화학이 등장하였고 1830년대에 들어서는 유기화학이 크게 발전하였다. 물리화학이 등장한 시기도 역시 이때이다. 1869년에는 율리우스 로타르 마이어, 멘델레예프에 의해서 주기율이 발견되었다. 20세기들어 퀴리 부부 등에 의해서 원자가 더 작은 입자로 나뉜다는 것이 발견되었고, 보어에 의한 원자의 연구는 양자역학으로 발전하였다.